# 合議性團體
合議性團體（deliberative assembly）是一種要求成員以議事程序進行討論的組織。1774年，前英國下議院議員埃德蒙·伯克在布里斯托向選民發表演講時，首次稱呼英國國會為合議性團體。該詞從而成為「一個團體的人，用會議討論並決策事情」的基本用語。
根據《羅伯特議事規則》，合議性團體有下列明顯特徵：每名與會者表決時均為平等，以及以團體名義進行決策行為。合議性團體可包容不同階級身份的成員，包括法定成員、一般成員與名譽成員等。

## 類型
《羅伯特議事規則》將合議性團體區分為下列數種類型：
- 公眾集會
- 固定組織會議
- 代表大會
- 立法機構
- 委員會：附屬於更大型的合議性團體之下的小合議團體[1]。